# Ligne 3 du métro de Copenhague
Pour les articles homonymes, voir Ligne 3.
La ligne 3 du métro de Copenhague est la troisième ligne de métro de l'agglomération de Copenhague au Danemark. Elle a été mise en service le 29 septembre 2019. D'une longueur de 15,5 km et de forme circulaire, elle compte 17 stations. Elle est symbolisée par la couleur rouge.
La ligne est une boucle desservant le centre-ville et les quartiers de Vesterbro, Nørrebro, Østerbro et Frederiksberg.

## Historique

### Construction

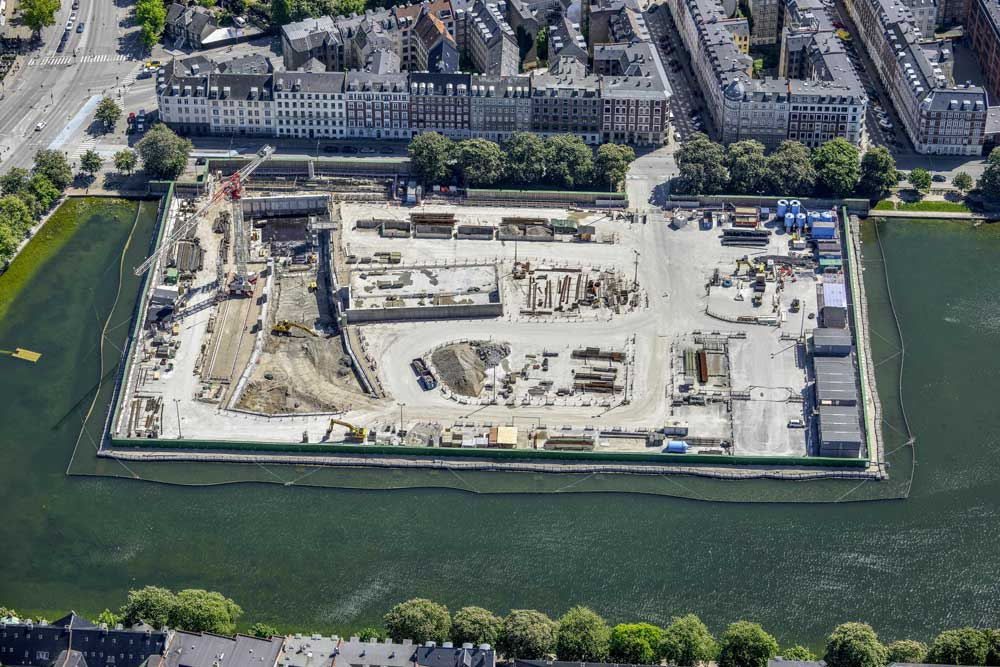
Vue aérienne du chantier sur les lacs de Copenhague

Le Folketing (parlement national du Danemark) a voté, le 1er juin 2007 la création d'une ligne circulaire de transport public pour la capitale danoise. Les coûts prévus pour les travaux ont été estimés à 15 milliards de couronnes danoises. Après sélection des entreprises ayant répondu aux appels d'offres, le coût des travaux a été réévalué à 21,3 milliards de couronnes danoises.

### Chronologie
| Date              | Ligne | Évènement                     |
| ----------------- | ----- | ----------------------------- |
| 29 septembre 2019 | (M3)  | Mise en service de la ligne 3 |

## Description
La ligne 3 comprend 17 stations et mesure 15,5 kilomètres de longueur.
La ligne est totalement souterraine. Elle forme une ceinture périphérique ferroviaire desservant la gare centrale de Copenhague (København H), non desservie par le métro jusqu'en 2019, et connecte le centre-ville avec les quartiers de Vesterbro, Nørrebro, Østerbro et Frederiksberg.
La ligne est en correspondance avec les lignes 1 et 2 aux stations Kongens Nytorv et Frederiksberg. Depuis le 28 mars 2020, la ligne 3 partage un tronçon commun avec la ligne 4 entre les stations København H et Østerport, les deux lignes partageant les mêmes voies et les mêmes quais.

## Stations

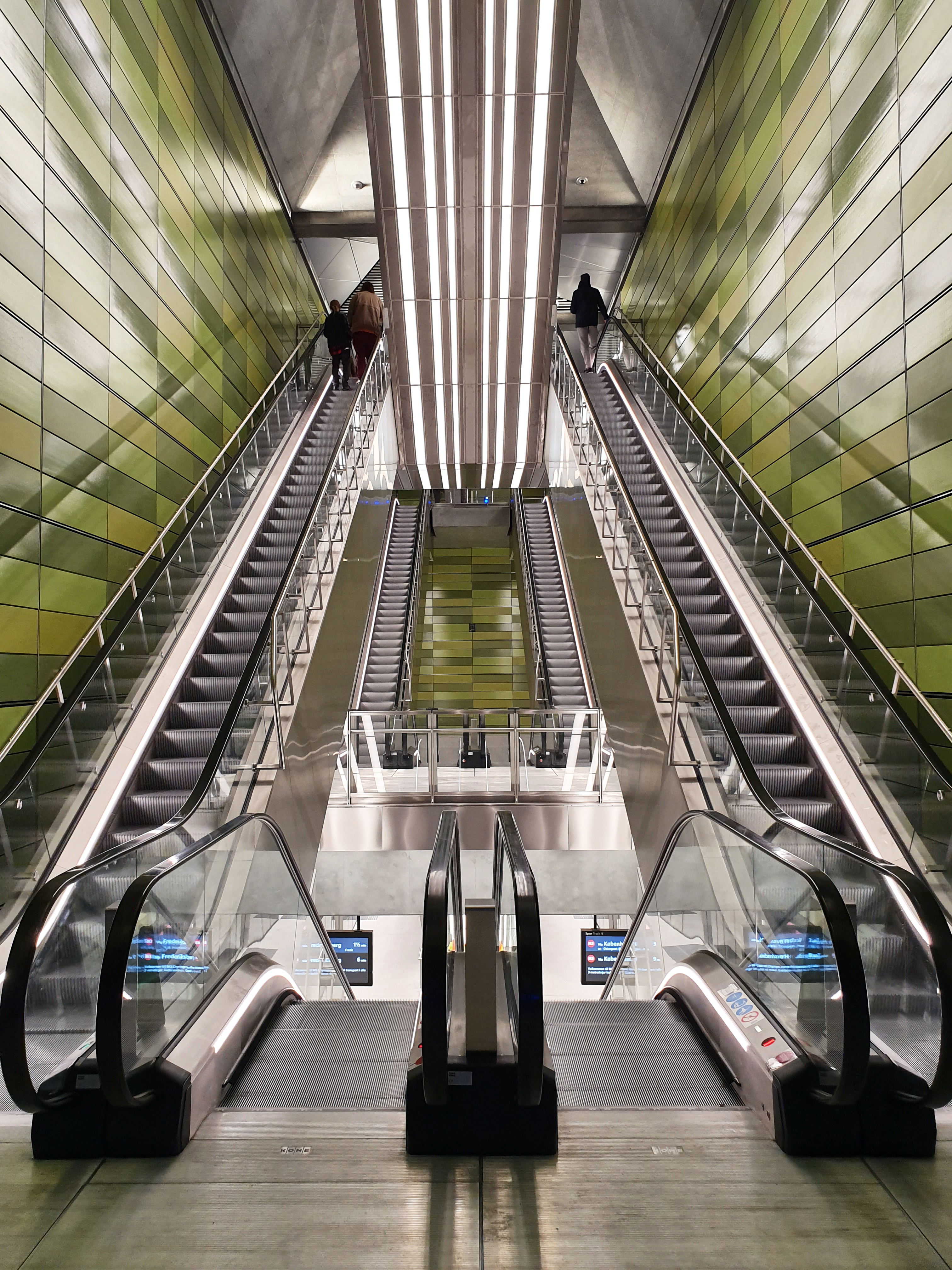
Station Frederiksberg Allé

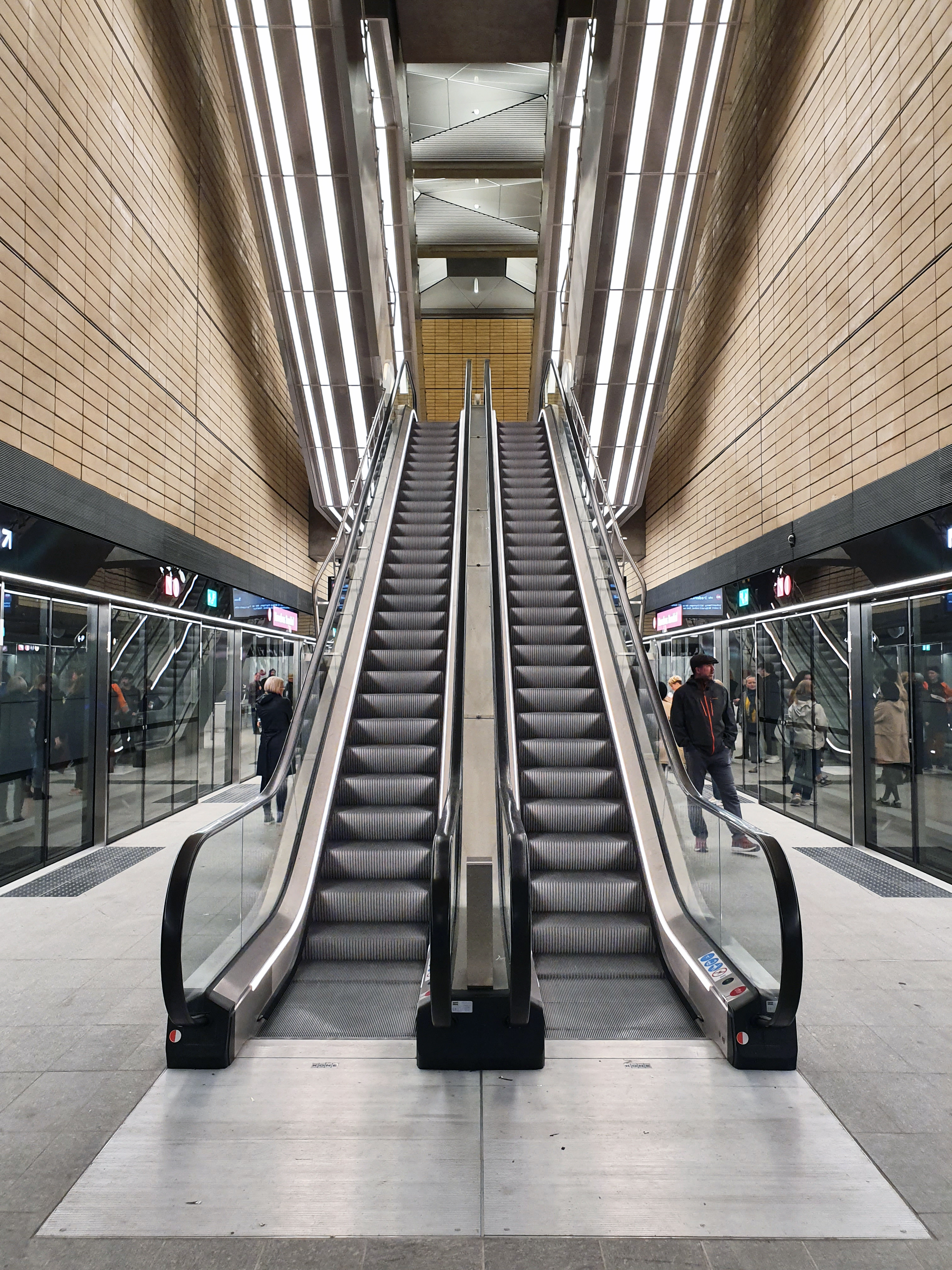
Station Nørrebros Runddel

Le tableau ci-dessous reprend les 17 stations de la ligne 3 :
| Nom                    | Ville         | Correspondances                 | Type        | Ouverture                                      | Zone de tarification |
| ---------------------- | ------------- | ------------------------------- | ----------- | ---------------------------------------------- | -------------------- |
| København H            | Copenhague    | Trains                          | souterraine | 29 septembre 2019 28 mars 2020                 | 1                    |
| Rådhuspladsen          | Copenhague    | (M4)                            | souterraine | 29 septembre 2019 28 mars 2020                 | 1                    |
| Gammel Strand          | Copenhague    | (M4)                            | souterraine | 29 septembre 2019 28 mars 2020                 | 1                    |
| Kongens Nytorv         | Copenhague    | (M1) · (M2) · (M4)              | souterraine | 19 octobre 2002 29 septembre 2019 28 mars 2020 | 1                    |
| Marmorkirken           | Copenhague    | (M4)                            | souterraine | 29 septembre 2019 28 mars 2020                 | 1                    |
| Østerport              | Copenhague    | Trains                          | souterraine | 29 septembre 2019 28 mars 2020                 | 1                    |
| Trianglen              | Copenhague    |                                 | souterraine | 29 septembre 2019                              | 1                    |
| Poul Henningsens Plads | Copenhague    |                                 | souterraine | 29 septembre 2019                              | 2                    |
| Vibenshus Runddel      | Copenhague    |                                 | souterraine | 29 septembre 2019                              | 2                    |
| Skjolds Plads          | Copenhague    |                                 | souterraine | 29 septembre 2019                              | 2                    |
| Nørrebro               | Copenhague    | Métro de Copenhague · (S-tog F) | souterraine | 29 septembre 2019                              | 2                    |
| Nørrebros Runddel      | Copenhague    |                                 | souterraine | 29 septembre 2019                              | 2                    |
| Nuuks Plads            | Copenhague    |                                 | souterraine | 29 septembre 2019                              | 2                    |
| Aksel Møllers Have     | Frederiksberg |                                 | souterraine | 29 septembre 2019                              | 2                    |
| Frederiksberg          | Frederiksberg | (M1) · (M2)                     | souterraine | 29 mai 2003 29 septembre 2019                  | 2                    |
| Frederiksberg Allé     | Frederiksberg |                                 | souterraine | 29 septembre 2019                              | 1                    |
| Enghave Plads          | Copenhague    |                                 | souterraine | 29 septembre 2019                              | 1                    |

## Projets

Possibles extensions du métro de Copenhague

### Future correspondance avec la ligne 5
Prévue à l’horizon 2036, la future ligne 5 du métro de Copenhague sera en correspondance avec la ligne 3 et la ligne 4 à la station København H (gare centrale). Via des correspondances avec la ligne 1 à la station DR Byen, et avec la ligne 2 à la station Lergravsparken, la ligne 5 vise à désaturer le tronçon central commun aux lignes 1 et 2 entre Christianshavn et Nørreport, notamment aux heures de pointe.
Elle prévoit également, à l’horizon 2045, de desservir l’île artificielle de Lynetteholm, appelée à accueillir des milliers de nouveaux logements d’ici 2070. 
À plus long terme, la ligne 5 pourrait devenir la deuxième ligne circulaire de la capitale danoise après la ligne 3 si elle était prolongée via les quartiers d'Østerbro, Nørrebro et Frederiksberg. Elle offrirait ainsi une seconde correspondance avec la ligne 3 et la ligne 4 à la station Østerport.